# 薩巴茲烏斯冰川

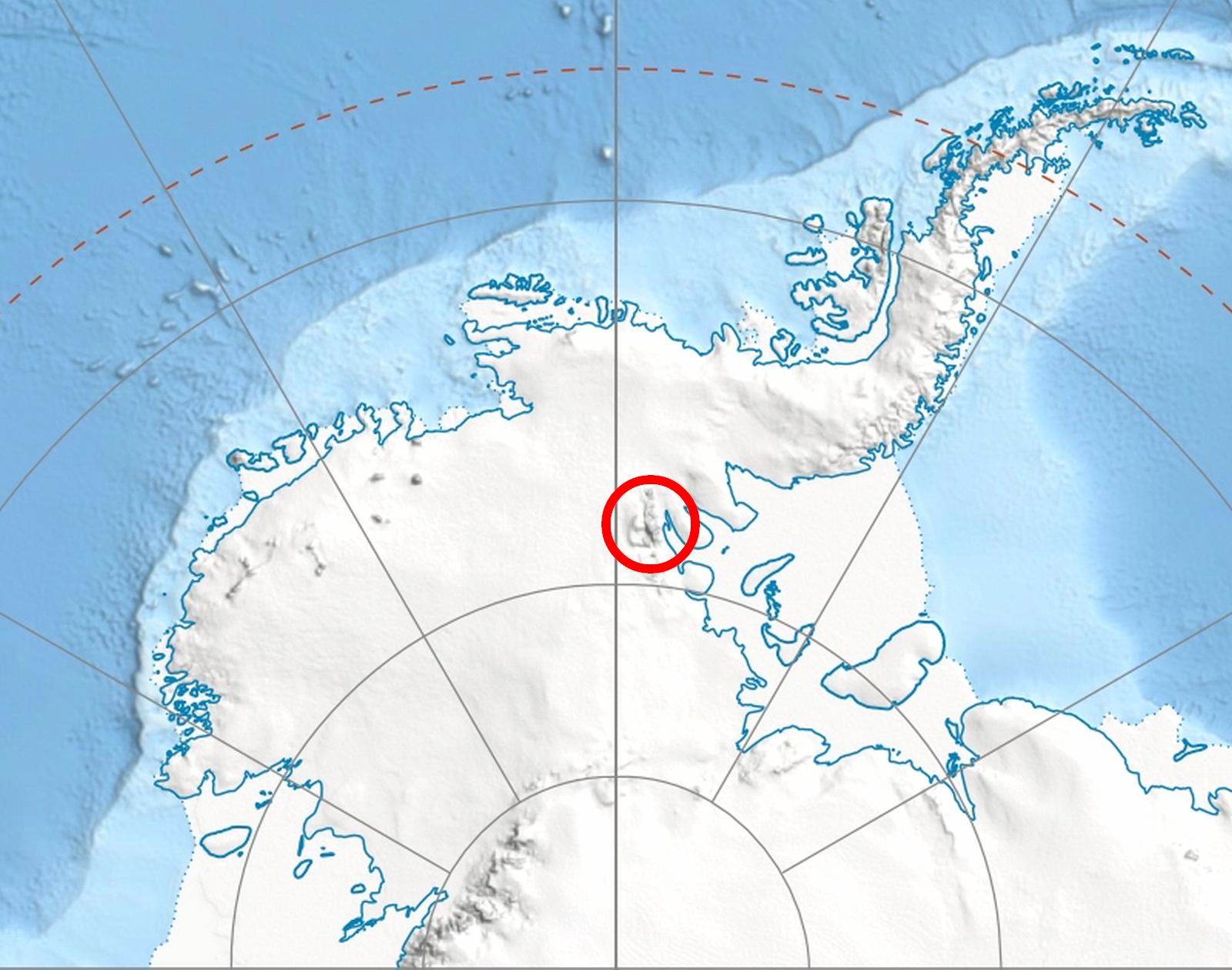

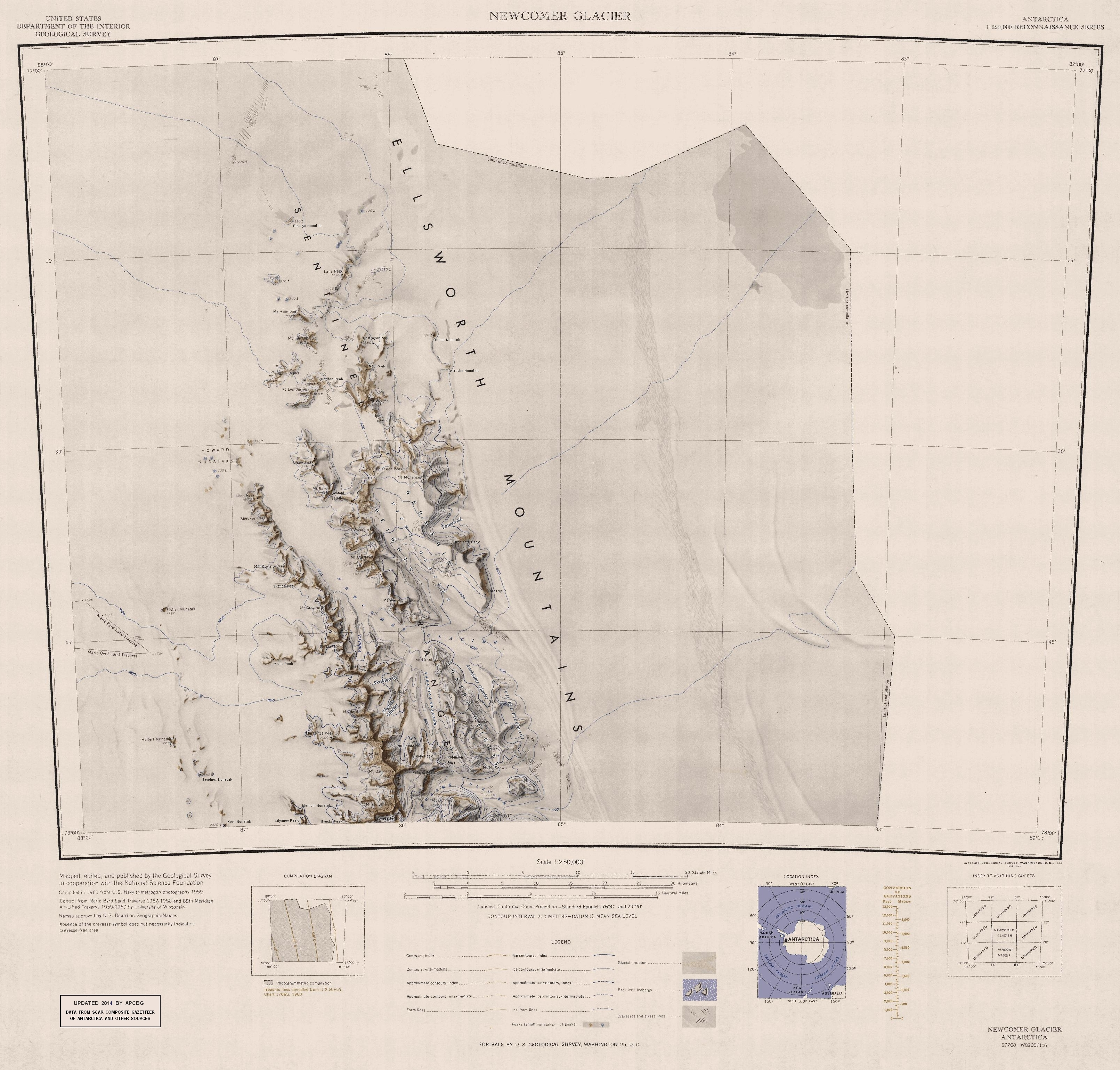

薩巴茲烏斯冰川（英語：Sabazios Glacier），是南極洲的冰川，位於埃爾斯沃思地中埃爾斯沃思山脈的森蒂納爾嶺北部，長19公里、寬6公里，處於任達冰川和斯卡克利亞冰川以東，流經阿爾夫山和夏普山，現時由南極條約體系管理。